# Ковчег Заповіту

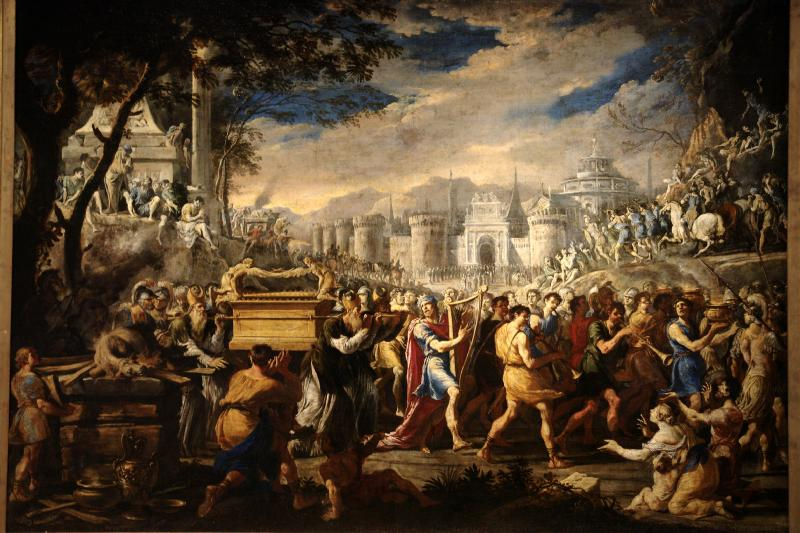
Доменіко Ґарджуло: Цар Давид вносить Ковчег Заповіту в Єрусалим

Ковчег Заповіту, або Ковчег Свідоцтва (івр. אֲרוֹן הַבְּרִית, арон а-бріт, теж івр. אֲרוֹן הַעֵדֻת, арон а-едут) — в Старому Заповіті священна скриня ізраїльтян, що містила таблиці закону (див. Десять Заповідей) і була символом присутності Бога і заповіту зробленого між Богом та Ізраїлем.

## Опис Ковчега
Виготовлений з акацієвого дерева, мозаїчний і покритий золотом, він був згодом розміщений в Єрусалимському Храмі.

## Легендарні відомості
Згідно з легендою, перед зруйнуванням Першого Храму Ковчег було сховано царем Йошиягу (Йосією) в заздалегідь визначеному ще царем Соломоном місці й не знайдено досі. Відповідно до Традиції, його буде повернено єврейському народові в часи Машиаха (Месії).В Другій книзі Ездри стверджується, що після зруйнування Єрусалимського храму посуд ковчегу разом з храмовим посудом було вивезено до Вавилона.
Християни склали історії про те, що Ковчег Заповіту було перенесено з Єрусалиму до Аксуму в Ефіопії, що на той час був столицею християнської Аксумської імперії (I—VI ст.). Так, Ефіопська православна церква твердить, що біблійний Ковчег Заповіту, в якому лежать таблиці закону з викарбуваними 10 заповідями, знаходиться в Церкві Марії Сіонської в Аксумі.
Святиня в синагозі, де тримають вкладені в скриню сувої Тори, теж називається «святим ковчегом» (івр. арон кодеш).
Докладний опис виготовлення Ковчега Заповіту наведений в 25 главі Книги Виходу (Вих. 25).

## Опис

### Ковчег
У книзі Вихід описані детальні вказівки Господа Мойсею про матеріал для Ковчега і його конструкцію:
| " | І зроблять вони ковчега з акаційного дерева, два лікті й пів довжина його, і лікоть і пів ширина його, і лікоть і пів вишина його. І пообкладаєш його щирим золотом зсередини та іззовні. І зробиш вінця золотого навколо над ним. (Вихід 25:10–11) | " |

Судячи з усього, Ковчег було зроблено з дерева акації (дерево шиттим, івр. ‏שיטים), найбільш поширеного в пустельній місцевості навколо Червоного моря. Він мав 2,5 ліктя в довжину, 1,5 ліктя в ширину й у висоту (близько 1,25 м довжина, 75 см ширина й висота)
Згідно з однією версією Талмуду, Ковчег складався з трьох скринь. Перша, зроблена із золота, була поміщена в іншу, дерев'яну скриню трохи більшого розміру. Вона у свою чергу вміщувалась в золоту. Таким чином, Ковчег був покритий золотом зсередини і зовні, як і заповідав Всевишній.
За іншою версією був лише один дерев'яний ковчег, покритий тонким шаром золота зсередини і зовні.

### Держаки Ковчега
| " | І пообкладаєш його щирим золотом зсередини та іззовні. І зробиш вінця золотого навколо над ним. І виллєш для нього чотири золоті каблучки, і даси на чотирьох кутах його, дві каблучки на одному боці його, і дві каблучки на другому боці його. І поробиш держаки з акаційного дерева, і пообкладаєш їх золотом. І повсовуєш ці держаки в каблучки на боках ковчегу, щоб ними носити ковчега. В ковчегових каблучках будуть ці держаки; не відступлять вони від нього. (Вихід 25:11–15) | " |

Два держаки з акації довжиною 7 або 10 ліктів, прикрашені золотом, були прикріплені вздовж бокових стінок Ковчега. Вони виступали з двох сторін й проходили через чотири золоті кільця, розміщені по два з кожної сторони. Жердини використовувалися для перенесення ковчега під час походів. Вони завжди залишалися в кільцях, їх дозволялося виймати лише для покриття Ковчега перед перенесенням.

### Віко іхерувими
| " | І зробиш віко зо щирого золота, два лікті й пів довжина його, і лікоть і пів ширина його. І зробиш два золоті херувими, роботою кутою зробиш їх з обох кінців віка. І зроби одного херувима з кінця звідси, а одного херувима з кінця звідти. Від того віка поробите тих херувимів на обох кінцях його. І будуть ті херувими простягати крила догори, і затінювати своїми крильми над віком, а їхні обличчя одне до одного; до віка будуть обличчя тих херувимів. І покладеш те віко згори на ковчега, а до цього ковчега покладеш свідоцтво, яке Я тобі дам. (Вихід 25:17–21) | " |

Зверху Ковчег був закритий масивною кришкою (капорет, івр. כפורת, букв. «спокута», «чистилище») з чистого золота.
Зверху були вилиті із золота два херувими обличчям один до одного. У тексті немає детального опису херувимів, зазначено лише, що вони мають крила й обличчя. На думку Онкелоса, «голови херувимів були повернені назад, як голови учнів, що покидають свого вчителя»; таким тлумаченням він хоче пояснити незрозумілий сенс вірша Біблії, де говориться, що обличчя херувимів були спрямовані вниз віка, але із зверненими один до одного поглядами. Пояснення Онкелоса наводиться також в його Таргумі (переклад Тори на вірменську мову) в той час, коли Таргум припускає, що обличчя херувимів були спрямовані вниз.
З книги Буття відомо, що херувими були поставлені охороняти вхід у Райський сад. Також їх описує пророк Єзекіїль. Херувими служать меті звеличування святості та сили Бога.

## Релігійне значення Ковчега
Ковчег служив видимим нагадуванням про Завіт між Господом і синами Ізраїля про присутність Всевишнього серед єврейського народу. Ковчег викликав у народу благоговіння, віру й надію, особливо в ті часи, коли їм загрожувала війна.
| " | І Я буду тобі відкриватися там, і буду говорити з тобою з-над віка з-посеред обох херувимів, що над ковчегом свідоцтва, про все, що розповім тобі для синів Ізраїлевих. (Вихід 25:22) | " |